# Barbora Raníková
Barbora Raníková, née le 12 mars 1985 à Písek, est une joueuse internationale tchèque de handball, évoluant au poste de gardienne de but.

## Carrière
Barbora Raníková commence sa carrière en République tchèque à Pisek avant de rejoindre en 2002 le Slavia Prague puis deux saisons plus tard le Zora Olomouc où elle évolue jusqu'en 2013.
En décembre 2012, elle se fait remarquer avec la République tchèque lors du championnat d'Europe, où elle figure parmi les meilleures gardiennes avec une moyenne de plus de 12 arrêts par match. 
À l'été 2013, elle rejoint le Metz Handball, où elle s'illustre comme l'une des meilleures gardiennes du championnat avant de connaître une fin de saison difficile marquée par des blessures qui la tiennent éloignée des terrains. Après une saison néanmoins ponctuée d'un titre de championne de France et d'une victoire en coupe de la Ligue (blessée, elle ne participe pas à la finale), Barbora Raníková quitte Metz pour Cannes, en 2e division, à compter de la saison 2014-2015.
En 2015, elle quitte Cannes pour s'engager avec le Nantes Loire Atlantique Handball. Elle y rejoint son sélectionneur national, le Tchèque Jan Bašný. Elle quitte Nantes dès fin février 2016 et met un terme à sa carrière de joueuse.

## Palmarès

### En club
compétitions nationales
Championnat de Tchéquie féminin de handball
- vainqueur du Championnat de République tchèque en 2008
- vainqueur du Championnat de France en 2014 (avec Metz Handball)
- vainqueur de la Coupe de la Ligue française en 2014 (avec Metz Handball)

### En sélection
- 12e place au championnat d'Europe 2012[1]
- 16e place au championnat du monde 2013[11]

### Distinctions individuelles
- élue meilleure handballeuse de l'année en Tchéquie en 2013